# Кубок Ліхтенштейну з футболу 1957—1958
Кубок Ліхтенштейну з футболу 1957—1958 — 13-й розіграш кубкового футбольного турніру в Ліхтенштейні. Титул здобув Вадуц.

## 1/2 фіналу
| Команда 1 | Рахунок | Команда 2 |
| --------- | ------- | --------- |
| Шан       | 3–4     | Трізен    |
| Вадуц     | 6–0     | Бальцерс  |

## Фінал
| 14 вересня 1958 |

| Вадуц | 2–0 | Трізен |
| ----- | --- | ------ |
|       |     |        |

| Вадуц |